# Облезьево
Облезьево — деревня в городском округе Озёры Московской области России. Население — 100 чел. (2015).

## Население
| 1859 | 1926 | 2002 | 2006 | 2010 | 2015 |
| ---- | ---- | ---- | ---- | ---- | ---- |
| 196  | ↗263 | ↘68  | ↗69  | ↘63  | ↗100 |

## География
Расположена в южной части района, примерно в 9 км к югу от центра города Озёры, на левом берегу впадающей в Оку реки Большой Смедовы. В деревне две улицы — Болотная и Советская. Ближайшие населённые пункты — село Фроловское, деревни Бутьково и Дулебино. Связана автобусным сообщением с районным центром.

## История
В писцовой книге 1578 года упоминается как пустошь Облезовская.
В «Списке населённых мест» 1862 года Облезьево — владельческое сельцо 2-го стана Каширского уезда Тульской губернии по левую сторону Зарайской большой дороги (с севера на юг), в 24 верстах от уездного города, при речке Смедве, с 19 дворами и 196 жителями (95 мужчин, 101 женщина).
Постановлением президиума Каширского уездного исполнительного комитета 4 апреля 1923 года Каширский уезд включён в состав Московской губернии.
По материалам Всесоюзной переписи населения 1926 года — центр Облезьевского сельсовета Богатищевской волости Каширского уезда, проживало 263 жителя (124 мужчины, 139 женщин), насчитывалось 75 хозяйств.
C 1929 года — населённый пункт в составе Каширского района Московской области.
В 1939 году Облезьевский сельсовет Каширского района был передан Озёрскому району.
В 1954 году центр Облезьевского сельсовета был перенесён в деревню Дулебино, а сельсовет переименован в Дулебинский.
1959—1969 гг. — населённый пункт Коломенского района.
С 1994 по 2001 год — деревня Дулебинского сельского округа Озёрского района. Постановлением Губернатора Московской области № 196-ПГ от 10 июля 2001 года административный центр округа был перенесён из деревни Дулебино в деревню Облезьево, при этом сельский округ не был переименован.
С 2006 года — деревня сельского поселения Клишинское.